# NK Šmartno ob Paki
NK Šmartno bio je nogometni klub iz Šmartno ob Paki, Štajerska, Republika Slovenija.

## O klubu
Klub je osnovan 1928. godine. Od jugoslavenskih liga u kojima je klub nastupio najviši rang imala je Slovenska republička nogometna liga koja je predstavljala treći rang. U sezoni 1980./81. klub je osvojio tu ligu, no zbog velikih troškova odrekao se promocije u Drugu saveznu ligu – Zapad 1981./82.
Klub je proveo tri sezone u slovenskoj Prvoj ligi, u kojoj su osvojili 126 bodova u 96 utakmica. Najviši plasman u prvoj ligi bilo im je četvrto mjesto u sezoni 2002./03.
Klub je raspušten 2005. godine (dok se natjecao u Drugoj ligi) zbog financijskih poteškoća. Nedugo zatim osnovan je novi klub pod imenom NK Šmartno 1928. Međutim, oni se pravno ne smatraju nasljednicima raspuštenog kluba, a Slovenski nogometni savez statistiku i evidenciju dvaju klubova vodi odvojeno.

## Uspjesi
- Slovenska republička nogometna liga
  - 1980./81.

- Druga slovenska nogometna liga
  - 1994./95.

- Treća slovenska nogometna liga
  - 1991./92.[6]

- Kup MNZ Celje
  - 1993.,[7] 1998./99.,[8] 2000./01.[9]

## Poznati igrači
- Gregor Blatnik
- Mišo Brečko
- Bojan Prašnikar
- Ante Šimundža
- Luka Žinko
- Tomi Druškovič

## Unutarnje poveznice
- Šmartno ob Paki
- NK Šmartno 1928

## Vanjske poveznice
- Profil na playmakerstats.com